# Rzhev
Rzhev (en ruso: Ржев) es una ciudad de Rusia, sobre el curso alto del Volga. Situada en el óblast de Tver, se encuentra a 49 km al suroeste de Stáritsa y a 126 km de Tver, sobre la autopista y la línea ferroviaria que une Moscú con Riga. Es la segunda mayor ciudad del óblast, con 63 729 habitantes (2002).

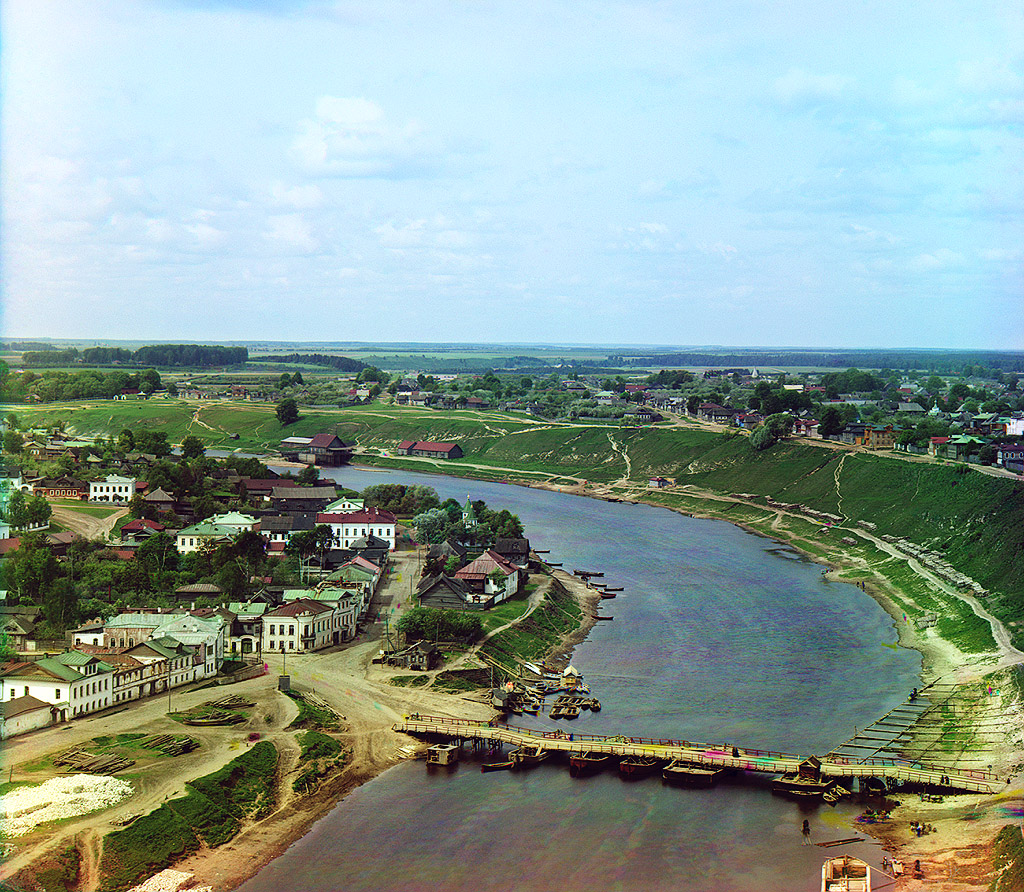
Rzhev, antes de la Revolución rusa de 1917 y el río Volga

A efectos de desconcentración administrativa de los órganos federales y de la óblast, Rzhev es la capital del raión homónimo. Sin embargo, a efectos de autogobierno local es desde 2022 la sede de un ókrug municipal, en el que un solo ayuntamiento con sede en la ciudad extiende su jurisdicción sobre todo el raión. Hasta 2022, la ciudad no formaba parte del raión y se gobernaba como una unidad directamente subordinada a la óblast.
Rzhev es conocida por las batallas que se realizaron durante la Segunda Guerra Mundial y destruyendo la ciudad completamente, las batallas de Rzhev.
El 8 de octubre de 2007, Rzhev obtuvo el título de "Ciudad de la gloria militar".